# Emiliano Zapata, San Pedro Ixcatlán
Emiliano Zapata är en ort i Mexiko.   Den ligger i kommunen San Pedro Ixcatlán och delstaten Oaxaca, i den sydöstra delen av landet, 300 km sydost om huvudstaden Mexico City. Emiliano Zapata ligger 384 meter över havet och antalet invånare är 232.
Terrängen runt Emiliano Zapata är varierad. Runt Emiliano Zapata är det ganska tätbefolkat, med 86 invånare per kvadratkilometer. Närmaste större samhälle är Isla Soyaltepec, 12,5 km öster om Emiliano Zapata. I omgivningarna runt Emiliano Zapata växer i huvudsak städsegrön lövskog.